# La figlia di Jorio (Branca)
La figlia di Jorio è un dramma lirico di Guglielmo Branca, ispirato nel soggetto dall'omonimo dipinto di Francesco Paolo Michetti.
Quest'opera precede la pubblicazione della celebre opera letteraria di Gabriele D'Annunzio, musicata da Franchetti due anni dopo.
La storia si svolge a Jorio, villaggio abruzzese, in epoca contemporanea alla composizione. La prima rappresentazione ebbe luogo nel Carnevale del 1897 al Teatro Ponchielli di Cremona.
All'epoca della prima rappresentazione il compositore dell'opera era direttore d'orchestra del Teatro Ponchielli. Lo spettacolo ebbe buon successo e tra gli interpreti fu apprezzato soprattutto il soprano Maria Stuarda Savelli.

## Trama
In un villaggio abruzzese, da cui si vede il massiccio della Majella, si stanno per svolgere le nozze di Gianni, giovane ricco e fatuo.
Qualche tempo prima Gianni ha sedotto Maria, da cui ha avuto un bambino morto quasi subito, poi l'ha abbandonata per dedicarsi alla giovane che ora deve sposare.
Maria, che viene derisa e insultata per il suo passato dalla gente del villaggio, è la figlia di Iorio, che quando era bambina l'ha lasciata per emigrare in America.
Iorio è tornato desideroso di riabbracciare la figlia, ma quando apprende la sua storia la maledice, e si calma solo quando Rico, un giovane sinceramente innamorato di Maria, promette che la sposerà e prima la vendicherà.
Maria, compreso che Rico sta per commettere un delitto, cerca di avvertire Gianni, ma quest'ultimo si mette a corteggiarla nuovamente. Quando Gianni cerca di abbracciare Maria, lei gli sfila il coltello e lo colpisce a morte.